# Dôme des Pichères
Le dôme des Pichères est un sommet situé dans le massif de la Vanoise, en Savoie, à l'est du sommet de Bellecôte.

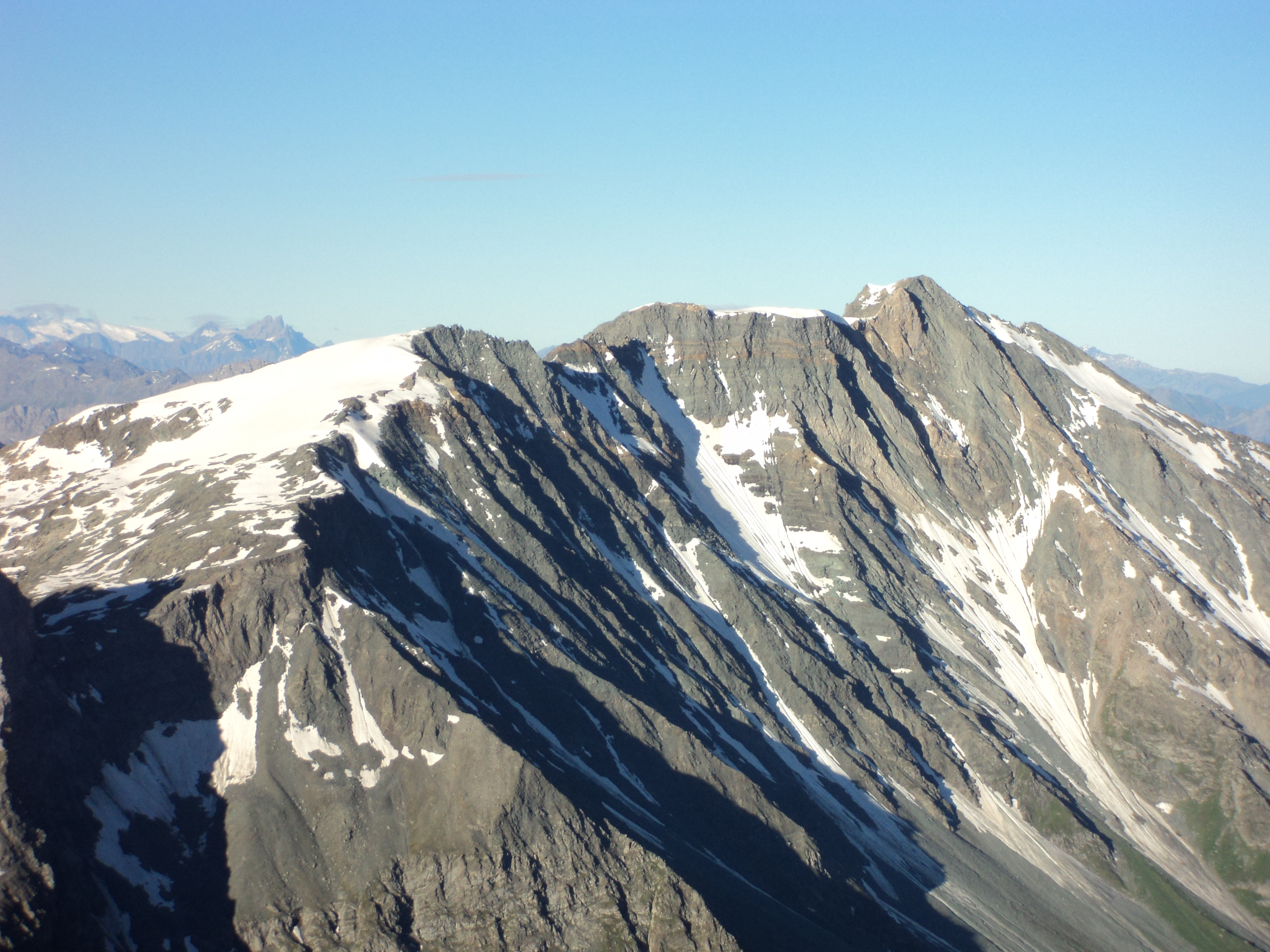
Le dôme des Pichères et son glacier à gauche et le sommet de Bellecôte à droite depuis le glacier du Geay au nord-est.